# Cyrtandra mesilauensis
Cyrtandra mesilauensis är en tvåhjärtbladig växtart som beskrevs av Brian Laurence Burtt. Cyrtandra mesilauensis ingår i släktet Cyrtandra och familjen Gesneriaceae. Inga underarter finns listade i Catalogue of Life.